# Кігтехвості валабі
Кігтехвості валабі, кігтехвіст (Onychogalea) — рід сумчастих ссавців з родини Кенгурових (Macropodidae), відомий за 3-ма видами (1 вимерлий).

## Назва
Етимологія: Onychogalea - новолатинське слово, що походить з грецької, «onych» – «кіготь, ніготь», «gale» – «ласка, тхір».

## Опис
Довжина тулуба - 43-70 см, хвоста - 36-73 см, вага - 8-9 кг. На кінці хвоста має ороговіле утворення, за що й отримав свою назву. Хутро у представників цього роду - жовто-коричневого або сірого кольору. На спині є штрихи темного кольору, а через очі проходять темні смуги. Вуха довгі.

## Спосіб життя
Полюбляє степи, савани. Тут він проводить час у гущавинах та чагарниках, веде нічний спосіб життя. Харчується здебільшого рослиною їжею. Вдень спить у норах, які риє в землі.
Кігтехвості валабі одинаки. У них народжується за один раз - одне дитинча, як правило, у травні.

## Розповсюдження
Ендемік Австралії. Поширений на півночі континенту, зустрічається також у центральних районах.

## Харчування
Кігтехвості кенгуру в основному харчуються різноманітною рослинністю (коренями, надземними трав'яними рослинами).